# Joseph and the Amazing Technicolor Dreamcoat
Musicalen Joseph and the Amazing Technicolor Dreamcoat indikerer starten på samarbejdet mellem komponist Andrew Lloyd Webber og forfatter Tim Rice, som sammen også lavede andre store succeser som Jesus Christ Superstar og Evita. 
I 1965 ledte Andrew Lloyd Webber efter en tekstforfatter til sine sange og da han modtog et brev fra en vis Timothy Rice, blev det begyndelsen til et langt samarbejde. Et par år gik uden at nogen tog særlig notits af deres arbejde. 
I 1967 blev Andrew Lloyd Webber bedt af Allan Doggett, chef for musikafdelingen på St Paul's Junior School, om at komponere en "pop-cantata" som koret kunne synge til deres terminsafslutning.
Tim Rice foreslog den bibelske fortælling om drømmetyderen Josef som et muligt forlæg til musikforestillingen. Webbers musikalske fortolkning blev ganske utraditionel – pop, rock, calypso og country ´n western blandede sig med hinanden og dannede, med Rice's vittige tekster, en farvestrålende musikalsk palet. 
Da stykket/musicallen blev fremført varede det kun 15 minutter. 
Publikum var begejstrede for det lille show med den lange titel, men selvom flere teateranmeldere roste den, udeblev tilbuddene fra de professionelle teatre. Webber og Rice gik i gang med et nyt projekt, endnu en gang med et bibelsk forlæg, nemlig selveste Jesus i Jesus Christ Superstar. 
De forsatte dog arbejdet på Joseph and the Amazing Technicolor Dreamcoat som i 1970'erne blev skrevet om og sat op på Broadway. Forestillingen blev en kæmpe succes – ligesom Jesus Christ Superstar – og kom til at spille på hele to teatre i Londons West End.
Senere er Joseph and the Amazing Technicolor Dreamcoat blevet indspillet som film og har haft flere store stjerner i titelrollen, deriblandt Donny Osmond og 80'er-ikonet Jason Donovan. 
I 2003 vendte den tilbage til Londons West End, for atter at trække fulde huse. 

## Historien
Historien bygger over fortællingen fra Det gamle Testamente om Joseph, patriarken Jakobs yndlingssøn (på dansk: Josef søn af Jakob), som sælges til Egypten af sine misundelig brødre, i Egypten bliver en stor mand på grund af sine evner som drømmetyder og senere redder sin familie fra hungersnød. 

## Danske opsætninger
- Ungdommens Teater på landsturne med Allan Mortensen i hovedrollen (1982)
- Teatret Gorgerne i Portalen, Greve Teater- og Musikhus (2003)
- Thy Sangskole i Teutoner salen, Thisted (2014)
- Teatergruppen Fidus Nyborg (2018)

## Sangoversigt

### 1. akt
1. Prologue
2. Any Dream Will Do
3. Jacob and Sons / Joseph's Coat
4. Joseph's Dreams
5. Poor, Poor Joseph
6. One More Angel in Heaven
7. Potiphar
8. Close Every Door
9. Go, Go, Go Joseph

### 2. akt
1. Pharaoh Story
2. Poor, Poor Pharaoh
3. Song of the King (Seven Fat Cows)
4. Pharaoh's Dreams Explained
5. Stone the Crows
6. Those Canaan Days
7. The Brothers Come To Egypt / Grovel, Grovel
8. Who's The Thief?
9. Benjamin Calypso
10. Joseph All the Time
11. Jacob in Egypt
12. Finale: Any Dream Will Do / Give Me My Colored Coat

## Eksterne Links
- Officiel side for Andrew Lloyd Webbers musicals (Webside ikke længere tilgængelig)
- Hjemmeside: Teatret Gorgerne